# (7491) Linzerag
(7491) Linzerag – planetoida z pasa głównego asteroid okrążająca Słońce w ciągu 4 lat i 232 dni w średniej odległości 2,78 j.a. Została odkryta 23 września 1995 roku w Osservatorio San Vittore w Bolonii. Nazwa planetoidy została nadana z okazji 50-lecia Linzer Astronomische Gemeinschaft, austriackiego stowarzyszenia astronomów. Numer tej planetoidy pisany od tyłu, odpowiada rokowi założenia stowarzyszenia (1947). Nazwa została zaproponowana przez odkrywców po sugestii Herberta Raaba, prezesa Linzer Astronomische Gemeinschaft. Przed nadaniem nazwy planetoida nosiła oznaczenie tymczasowe (7491) 1995 SD2.